# Blaze (singel Kalafiny)
„blaze” – dziewiętnasty singel zespołu Kalafina, wydany 10 sierpnia 2016 roku przez wytwórnię Sony Music Entertainment Japan. Singel został wydany w pięciu wersjach: limitowanej CD+DVD (Type-A), limitowanej CD+Blu-ray (Type-B), regularnej CD, anime CD+DVD oraz w edycji analogowej.
Tytułowy utwór został wykorzystany jako ending anime Arslan senki: Fūjin ranbu. Singel osiągnął 10 pozycję w rankingu Oricon i pozostał na liście przez 6 tygodni, sprzedano 14 806 egzemplarzy.

## Lista utworów
Wszystkie utwory zostały skomponowane i napisane przez Yuki Kajiurę.
| CD                            | |      |
| Nr                            | Tytuł | Czas |
| 1.                            | "blaze" |      |
| 2.                            | "Natsu no asa" (jap. 夏の朝)                                                                                       |      |
| 3.                            | "blaze ~instrumental~"                                                                                             |      |
| 4.                            | "Natsu no asa ~instrumental~" (jap. 夏の朝 ~instrumental~)                                                         |      |
| DVD/Blu-ray (wer. limitowana) | |      |
| Nr                            | Tytuł | Czas |
| 1.                            | "blaze" (Music Clip)                                                                                               |      |
| Anime CD                      | |      |
| Nr                            | Tytuł | Czas |
| 1.                            | "blaze" |      |
| 2.                            | "Natsu no asa" (jap. 夏の朝)                                                                                       |      |
| 3.                            | "blaze ~instrumental~"                                                                                             |      |
| 4.                            | "Natsu no asa ~instrumental~" (jap. 夏の朝 ~instrumental~)                                                         |      |
| 5.                            | "blaze ~TV size~"                                                                                                  |      |
| DVD (wer. anime)              | |      |
| Nr                            | Tytuł | Czas |
| 1.                            | "TV Anime "Arslan senki" Non-Credit Ending Eizō" (jap. TVアニメ「アルスラーン戦記」ノンクレジットエンディング映像) |      |

Wersja analogowa
1. "blaze"
2. "Natsu no asa" (jap. 夏の朝)
3. "blaze ~instrumental~"
4. "Natsu no asa ~instrumental~" (jap. 夏の朝 ~instrumental~)
5. "blaze ~TV size~"

1. "blaze ~instrumental~"
2. "Natsu no asa ~instrumental~" (jap. 夏の朝 ~instrumental~)
3. "blaze ~TV size~"